# Bathycatalina filamentosa
Bathycatalina filamentosa är en ringmaskart som först beskrevs av Moore 1910.  Bathycatalina filamentosa ingår i släktet Bathycatalina och familjen Polynoidae. Inga underarter finns listade i Catalogue of Life.